# Bionicle
Bionicle  – zabawki produkowane przez Lego Group od 2001 do 2010, oraz od 2015 do 2016. Pomysłodawcą serii zabawek jest Christian Faber. Postacie składane z zestawów klocków mają przypisane określone cechy charakteru i umiejętności. Zabawki wzorowano i częściowo zaczerpnięto z mitologii polinezyjskiej. Bionicle to skrót od Biological(ang. biologiczna) chronicle (ang. kronika). W drugiej połowie 2010 roku przerwano produkcję i zaczęto wprowadzać nową serię zabawek o nazwie "Hero Factory". W 2015 seria Bionicle została wznowiona.

## Książki
Wydano trzy serie książek i komiksy opowiadające losy bohaterów wzorowanych na zabawkach:

### Bionicle Chronicles
Pierwsza seria książek opowiadających o fantastycznym świecie stworzonym dla serii zabawek Bionicle. W tej serii ukazało się pięć książek:
1. Opowieść o Toa – przed początkiem wszystkich początków, wielka istota obserwowała wyspę Mata Nui i broniła ją przed bólem. Jednak potężne zło powstało i oddało wyspę we władanie cieni. Kiedy wszystko zdawało się być stracone, sześciu bohaterów pojawiło się na wyspie. Ci potężni wojownicy to Toa, którzy mają tylko jedno przeznaczenie: zniszczyć złą siłę i przywrócić pokój na wyspie.
2. Strzeż się Bohroków – po długiej i trudnej podróży, Toa nareszcie odkryli swoje prawdziwe moce i odnaleźli swoje przeznaczenie. Teraz, pomimo swoich różnic, połączyli siły jako potężny zespół, by pokonać najnowsze sługi Makuty. Roje Bohrok przemieszczają się po wyspie siejąc zniszczenie. Jedynie Toa mogą je powstrzymać.
3. Zemsta Makuty – Toa pokonali roje Bohrok. Pokonali też Makutę. Powinien być to czas radości i świętowania, lecz Mata-Nui wciąż jest okryta mrokiem. Makuta uwięzony głęboko pod powierzchnią ziemi wciąż żyje i chce się zemścić.
4. Opowieści o Maskach – Toa dostali nową zbroję, nową broń, nowe moce i nowe imię – Toa Nuva. Jednak te nowe możliwości nie znaczą, że ich misja jest ukończona. Wciąż muszą pokonać Makutę. By tego dokonać muszą znaleźć sześć nowych masek nazywanych Kanohi Nuva, które są najpotężniejsze ze wszystkich.
5. Maska Światła – historia taka sama jak w filmie Bionicle: Maska światła.

### Bionicle Adventures
Druga seria książek opowiadających o fantastycznym świecie stworzonym dla serii zabawek Bionicle. W tej serii ukazało się dziesięć książek:
1. Tajemnica Metru-nui – miasto Metru-Nui jest podzielone na sześć części. Każda część posiada strażnika – Toa, który obserwuje żyjących w niej Matoran. Jednak dzieje się coś dziwnego: Matoranie znikają i Toa muszą ich odnaleźć i uratować.
2. Próba ognia
3. Ciemność na dole
4. Legendy Metru-Nui – historia taka sama jak w filmie Legendy Metru Nui.
5. Era strachu
6. Labirynt cieni
7. Sieć Visoraków
8. Wyzwanie Hordika
9. W sieci Mroku – historia taka sama jak w filmie W sieci mroku.
10. Pułapka czasu

### Bionicle Legends
Trzecia seria książek opowiadających o fantastycznym świecie stworzonym dla serii zabawek Bionicle. Seria przewidziana jest na lata 2006–2008:
1. Wyspa zagłady
2. Mroczne przeznaczenie
3. Zabawa Mocą
4. Historia zła – historia Piraka
5. Inferno
6. Miasto zagubionych
7. Więźniowie Dołu
8. Upadek
9. Cienie w niebie
10. Bagno sekretów
11. Końcowa bitwa

### Inne
- Przewodnik Makuty po wszechświecie
- Przewodnik Mata nui po Bara Magna

## Filmy
Nakręcono szereg filmowych opowieści (Biological Chronicle).
Powstały o nich 4 filmy (wideo i DVD) :
- "Bionicle: Maska światła" (ang. Mask of Light) – 13 września 2003
- "Bionicle 2: Legendy Metru Nui" (ang. Legends of Metru Nui) – 6 października 2004, jest to prequel do pierwszej części.
- "Bionicle 3: W sieci mroku" (ang. Web of Shadows) – 11 października 2005
- "Bionicle: Odrodzenie Legendy" (ang. The Legend Reborn) – 8 września 2009

## Gry
- Bionicle The Game – gra przygodowa, w której gracz przechodzi przez sześć odmiennych regionów wyspy Mata Nui, w tym tropikalny górski raj i krainy wielkich jezior oraz potężnych wulkanów, do ostatecznego pokonania Makuty. Niebezpieczeństwa napotykane po drodze to: spadające głazy, silne tropikalne wiatry, rzeki rozgrzanej lawy oraz liczni poddani Makuty, w tym Bohroki i Rahkshi. Aby przezwyciężyć przeciwności, gracz powinien posłużyć się własnymi umiejętnościami (refleks, logiczne myślenie) oraz specjalnymi mocami Toa (wzmacniającymi zbierane po drodze gadżety – „pick ups”). Skonstruowane przez gracza specjalne mechanizmy Bionicle pomogą mu w przygodzie.
  - Gracze: Toa Mata/Nuva: Takanuva, Tahu (Nuva), Pohatu (Nuva), Onua (Nuva), Kopaka (Nuva), Lewa (Nuva), Gali (Nuva)
  - Wrogowie: Makuta, Rahkshi, Bohroki, złe Rahi.
- Bionicle Heroes – gracz obejmuje kontrolę nad Toa Inika i wyrusza do walki o przyszłość wyspy Voya Nui, stając przeciwko złym Piraka. By przetrwać i osiągnąć zwycięstwo, musi osiągnąć mistrzowski poziom w posługiwaniu się bronią oraz umiejętnościami. Wciela się w młodego bohatera, który musi wygrać z Piraka i zdobyć Maskę Życia. Kiedy gracz pokona wroga, może go odblokować np. (Piraka) Vezona, Vezoka, Reidaka, Zaktana, Hakanna, Avaka, Thoka itp. Wojowników może być tylko siedmiu: w tym 6 Toa Inika oraz jeden Piraka, np. Vezon.
  - Gracze: Toa Inika: Jaller, Matoro, Nuparu, Hewkii, Kongu, Hahli; Piraka: Vezon, Vezok, Reidak, Zaktan, Hakann, Thok, Avak.
  - Sprzymierzeńcy: (Matoranie) Balta.
  - Wrogowie:  Brutaka; Axonn; Sidorak; Roodaka; Nidhiki; Krekka; Vezon & Fenrakk; Piraka; Rahkshi; Bohroki; Vahki; Visoraki.

## Linia Czasu
Spherus Magna → Pre-Historia Matoran → Pre-Metru Nui → Legendy Metru Nui → W Sieci Mroku → Czas Cienia → Przybycie Toa → Wojna Bohrok → Nadejście Bohrok-Kal → Maska Światła → Voya Nui → Mahri Nui → Karda Nui → Bara Magna → Reformacja Spherus Magna

## Planety
- Aqua Magna
- Bara Magna
- Bota Magna

Wszystkie składają się na planetę zwaną Spherus Magna.

### Wszechświat Matoran

#### Lokacje
- Metru Nui
- Południowy Kontynent
  - Voya Nui
  - Otchłań
  - Karda Nui
- Północny Kontynent
- Zakaz
- Xia
- Daxia
- Odina
- Destral
- Nynrah
- Stelt
- Artahka
- Karzahni
- Wyspa Tren Kroma
- Visorak
- Archipelag wysp południowych:
  - Artidax
  - Wyspa Keetongu
  - 20 innych nienazwanych wysp

### Aqua Magna (Planeta Nieskończonego Oceanu)

#### Lokacje
- Mata Nui
- Voya Nui (Od Wielkiego kataklizmu do włóczni Artahki)
- Mahri Nui

### Bara Magna

#### Lokacje
- Atero
- Vulcanus
- Tajun
- Tesara
- Iconox
- Roxtus
- Mega Wioska
- Brama życzeń
- Rzeka Dormus
- Las ostrzy
- Dolina labiryntu
- Wielki wulkan
- Kryjówka łowców kości

### Inne
- Bota Magna
- Czerwona Gwiazda

## Źródła życia
- Protodermis

## Bohaterowie
- Toa
- Matoranie
- Turaga
- Rahaga
- Rahkshi
- Rahi
- Bohrok-Va
- Bohrok
- Bohrok-Kal
- Vahki
- Visoraki
- Barraki
- Piraka
- Vortixx
- Mroczni Łowcy
- Tytani
- Makuta
- Phantoka
- Mistika
- Agori
- Glatorianie
- Legendy Glatorian
- Maszyny
- Skakdi
- Baterra
- Skrale
- Voroxovie
- Zeskowie
- Wielkie istoty

## Organizacje i ich członkowie
Dobre organizacje:
- OoMN (Zakon Mata Nui) (ang. Order of Mata Nui):
  - Axonn
  - Brutaka (dawniej zdrajca, ponownie wstąpił w szeregi zakonu)
  - Umbra
  - Botar
  - Hydraxon
  - Maxilos
  - Krakua
  - Helryx - Przywódczyni organizacji, pierwsza Toa.
  - Trinuma
  - Tobduk
  - Johmak
  - Jerbraz
  - Mazeka
  - Słudzy: Mana-Ko

FoF (Federacja Strachu) (ang. Federation of Fear), grupa skazańców, podległa OoMN:
- - Brutaka - Przywódca drużyny
  - Roodaka
  - Lariska
  - Vezon
  - Takadox (uciekł)
  - Carapar (martwy)
  - Spiriah (martwy)

Złe organizacje:
- BoM (Bractwo Makuty) (ang. Brotherhood of Makuta):
  - Teridax - Przywódca (sprawił, że BoM jest złe)
  - Icarax - Zastępca Teridaxa
  - Miserix (dawniej) – pierwszy Przywódca, zdetronizowany przez Teridaxa
  - Spiriah (dawniej)
  - Kojol
  - Vican
  - Mutran
  - Antroz
  - Vamprah
  - Chirox
  - Gorast
  - Bitil
  - Krika
  - Sidorak
  - Roodaka
  - Słudzy: Exo-Toa, Fałszywe Bohroki (Fohrok), Visoraki, 6 Toa Cienia
- DH (Mroczni Łowcy) (ang. Dark Hunters):
  - The Shadowed One
  - Airwatcher
  - Amphibax
  - Lariska, bezwzględna kobieca Mroczna Łowczyni
  - Lurker, silny i szybki Mroczny Łowca
  - Mimic, Mroczny Łowca, który jest w stanie zreplikować fizyczne osiągnięcie innego.
  - Minion, cichy Mroczny Łowca stworzony z eksperymentu na Rahi.
  - Phantom, Duch Nynrah, który był eksperymentowany i porzucony przez swoich ludzi.
  - Poison, Mroczny Łowca z trucizną rosnącą po całym ciele.
  - Primal, niepokojący Mroczny Łowca, którego kraj został opanowany przez Visoraki.
  - Prototype, Mroczny Łowca, który był dwoma Toa z efektu Włócznii Fuzji.
  - Ravager, potężny Mroczny Łowca bez wspomnień.
  - Savage, Toa Hordika w organizacji Mrocznych Łowców.
  - Seeker, Mroczny Łowca, który pracował dla Bractwa Makuta, strzegąc Maskę Światła.
  - Sentrakh, ochroniarz the Shadowed One.
  - Shadow Stealer, starożytny Mroczny Łowca słynący z korzystania z cieni.
  - Silence, potajemny Mroczny Łowca.
  - Spinner, dawniej Toa Powietrza; teraz skuteczny Mroczny Łowca.
  - Subterranean, dawniej Onu-Matoranin z Metru Nui; teraz Mroczny Łowca, który poluje na Toa.
  - Tracker, Mroczny Łowca z głęboką nienawiścią do Visoraków i Roodaki.
  - Triglax, zmienno-kształtny Mroczny Łowca.
  - Vanisher, niezależny Mroczny Łowca, który być może pracuje dla Bractwa Makuta.
  - Vengeance, Mroczny Łowca, który chce zabić Teridaxa.
  - Trzej Mroczni Łowcy, których Toa Helryx rzuciła do oceanu

Nieistniejące organizacje:
- HoA (Dłoń Artakhi) (ang. Hand of Artakha):
  - Axonn
  - Helryx
  - Hydraxon
  - Shadow Stealer
  - Umbra

## Bronie i  Kanohi
- Krana
- Kraata  (używane przez Makuta do sterowania Rahskshi i infekowania masek)
- Miecze Toa
- Maski Kanohi
- Dyski Kanoka
- Rhotuka
- Sfery Zamor
- Kałamarnice
- Bronie Piraka
- Cordak Blaster
- Midak Skyblaster
- Kapsuły Tridax
- Miotacz Duchów Nynrah
- Robactwo Cienia
- Miotacz Thornax